# TANK
TANK (англ. TRAF family member associated NFKB activator) – білок, який кодується однойменним геном, розташованим у людей на короткому плечі 2-ї хромосоми.  Довжина поліпептидного ланцюга білка становить 425 амінокислот, а молекулярна маса — 47 816.
| 10         |  | 20         |  | 30         |  | 40         |  | 50         |
| ---------- |  | ---------- |  | ---------- |  | ---------- |  | ---------- |
| MDKNIGEQLN |  | KAYEAFRQAC |  | MDRDSAVKEL |  | QQKTENYEQR |  | IREQQEQLSL |
| QQTIIDKLKS |  | QLLLVNSTQD |  | NNYGCVPLLE |  | DSETRKNNLT |  | LDQPQDKVIS |
| GIAREKLPKV |  | RRQEVSSPRK |  | ETSARSLGSP |  | LLHERGNIEK |  | TFWDLKEEFH |
| KICMLAKAQK |  | DHLSKLNIPD |  | TATETQCSVP |  | IQCTDKTDKQ |  | EALFKPQAKD |
| DINRGAPSIT |  | SVTPRGLCRD |  | EEDTSFESLS |  | KFNVKFPPMD |  | NDSTFLHSTP |
| ERPGILSPAT |  | SEAVCQEKFN |  | MEFRDNPGNF |  | VKTEETLFEI |  | QGIDPIASAI |
| QNLKTTDKTK |  | PSNLVNTCIR |  | TTLDRAACLP |  | PGDHNALYVN |  | SFPLLDPSDA |
| PFPSLDSPGK |  | AIRGPQQPIW |  | KPFPNQDSDS |  | VVLSGTDSEL |  | HIPRVCEFCQ |
| AVFPPSITSR |  | GDFLRHLNSH |  | FNGET      |  |            |  |            |

A: Аланін

C: Цистеїн

D: Аспарагінова кислота

E: Глутамінова кислота

F: Фенілаланін

G: Гліцин

H: Гістидин

I: Ізолейцин

K: Лізин

L: Лейцин

M: Метіонін

N: Аспарагін

P: Пролін

Q: Глутамін

R: Аргінін

S: Серин

T: Треонін

V: Валін

W: Триптофан

Кодований геном білок за функцією належить до фосфопротеїнів. 
Задіяний у таких біологічних процесах як взаємодія хазяїн-вірус, пошкодження ДНК, поліморфізм, ацетиляція, альтернативний сплайсинг. 
Білок має сайт для зв'язування з іонами металів, іоном цинку. 
Локалізований у цитоплазмі.